# Archimylacris
Archimylacris es un género extinto de blatópteros, un grupo de insectos de aspecto parecido al de las cucarachas y antepasados de las actuales cucarachas, mantis y termitas.
Vivían en los cálidos y cenagosos bosques de Norteamérica y Europa hace 300 millones de años, en tiempos del Carbonífero superior. Como las modernas cucarachas, estos insectos tenían un amplio escudo en la cabeza con largas antenas curvadas, y alas plegadas. Para un observador moderno, parecerían cucarachas gigantes con una "cola" (un oviscapto) en las hembras. Presumiblemente, sus hábitats serían también similares a los de las cucarachas, correteando a lo largo de la maleza y alimentándose de cualquier cosa comestible, posiblemente desde presas muertas hasta anfibios y reptiles primitivos. La longitud promedio de las especies de Archimylacris es de 2–3 centímetros.